# 広瀬なるみ
広瀬 なるみ（ひろせ なるみ、1999年3月23日 - ）は、日本のAV女優。

## 略歴
東京都出身。2019年12月、アイデアポケット専属女優としてAVデビュー。当時の事務所はフォーティーフォーマネジメント。
2020年5月をもって専属を離れ、企画単体女優となる。2022年3月29日、事務所をarrowsへ移籍したことを報告。2022年9月には近代麻雀水着祭に出演した。
2022年にはメタバースや暗号資産などの広報プロジェクト「Meta Girls」（メタガールズ）に天川そら、桜もこ、七瀬アリスとともに参加。2023年1月18日に初のリアルイベントを開催。

## 人物
趣味はYouTube、特技はおしゃべり。実話ナックルズGOLDでは「笑顔最強キタカン女優」と評された。

## 作品

### アダルトDVD
- FIRST IMPRESSION 137 ギャップ 神の舌を持つ美少女AVデビュー（12月13日、アイデアポケット）

- 異常な程感じやすい特異体質美少女イカセまくり4本番+フェライキ&オナニー絶頂（1月13日、アイデアポケット）
- 絶頂覚醒 絶頂イキ204回 マ○コ痙攣2670回 弾丸ピストン4250回 イキ潮測定不能 無理やり開発された美少女のオーガズム イカされ続ける極致エロスFUCK（2月13日、アイデアポケット）
- ねぇねぇエッチしちゃう?♡ 美脚美少女なるみとのドスケベ学園性活（3月13日、アイデアポケット）
- ボクを助けてくれたあの日から、大好きななるみちゃんがクラスのDQNに狙われて… 報復身代わりレ×プ 犯されている幼馴染を助けられないばかりかフル勃起し興奮していたボク（4月13日、アイデアポケット）
- 大嫌いなおじさんの大好物は私の脚でした… 脚フェチ親父に嫁いだ若妻（5月13日、アイデアポケット）
- 完全顔出しガチナンパ! 地方から上京してきた10代美少女にとっても恥ずかしい素股体験してもらいました!! 甘酸っぱいお汁溢れるおま●こにそのままヌルっと挿入!イってもイってもやめないエンドレス追撃ピストンでピチピチワレメが真っ赤に腫れあがるまで連続生中出し! 2（10月9日、赤面女子）
- 120%リアルガチ軟派伝説 vol.89 in 郡山（10月16日、プレステージ）
- 彼女の“妹”に小悪魔誘惑されて…!?すぐそこに彼女がいるのに、止まらないささやき淫語 2（12月4日、DOC）
- お兄ちゃんは私のオモチャ（12月7日、GENEKI）
- 同窓会で久しぶりに再会した教え子が色っぽい体のいい女になっていて朝までヤリまくり!（12月16日、MAXING）
- 新しく出来た義妹と相部屋2段ベッド生活! しかもギャルでカワイイ!当然エロい! でも部屋は荒れるは友達と深夜まではしゃぐはで大迷惑!我慢できず注意するも、義妹の友達の年下ギャルたちに押し倒されておもちゃにされた挙句ヤラれまくっちゃいました。（12月19日、Hunter）
- 恥ずかしがり屋で超絶カワイイ義理の妹と付き合い始めてしまったボク…。 2 初めて親がいない一泊二日… エッチするチャンス!朝から晩までヤリまくり!とにかくイチャイチャイチャイチャしまくって義理の妹が飽きるほどエッチしまくっていたら段々と大胆になってきて最後は『中に出してお兄ちゃん』と言うほど、ド淫乱女に豹変!!（12月19日、Hunter）
- ヤリマンの幼馴染も痙攣するほどイカされまくり!性欲モンスターなんですウチの息子は…。（12月19日、ROYAL）
- 愛する人の身代わりで身体を差し出したはずなのに… はしたなくも潮をふきまくってイキまくるクジラ系ひよこ女子（12月24日、ひよこ）
- 超ビッチの制服変態美少女と淫猥ハメ撮り フェラで絶頂!チ○ポで瞬イキ! アナルに舌まで突っ込んでくる濃厚御奉仕娘!（12月25日、オーロラプロジェクト・アネックス）

- しろうとがーる Vol.1 えっちなしろうと娘 3名 全員ナマ中出し（1月1日、しろうとがーる）
- 媚薬キメセク特別版 ガチえろ素人個撮流出。 めっかわビッチのプライベートエロ動画 06（1月8日、プレステージ）※「な〜りん」名義、オムニバス作品
- 寝取られフェラチオ制服奴隷（1月13日、オーロラプロジェクト・アネックス）
- AV男優の電話帳 13 シロウト娘ナンパ狩り 27（1月15日、プレステージ）※「なるみ」名義、オムニバス作品
- 顔出し解禁!! マジックミラー便 都内有数の名門大学に通う高学歴女子大生 生まれて初めての素股編 vol.09 ギンギンに勃起したデカチンを素人娘が赤面まんコキ! 恥ずかしさと気持ちよさで濡れ出したオマ○コにヌルっと挿入! インテリJD10人全員SEXスペシャル!!（1月19日、DEEP'S）
- 脚長おねいさんのM男いじめ パンストとジーンズとニーハイブーツ（1月19日、M男パラダイス）
- 勃起したままの男を一切動かさないS字尻振り騎乗位エステで骨抜きにする美尻エステティシャン VOL.3（1月21日、DANDY）
- はだかの家政婦 全裸家政婦紹介所 広瀬なるみ（2月1日、プラネットプラス）
- コスプレ×ヒロセナルミ Deluxe（2月19日、クリスタル映像）
- M男大好き美少女の僕を手玉に取る羞恥責めと濃密ペニバン性交（2月19日、MEGAMI）
- 乳首責めベロキス脚コキという絶頂無双の三点責め（2月25日、SEX Agent/妄想族）
- 父子家庭の一人娘 片親の家庭環境で育まれた父親思いで真面目な女の子 なるみちゃん（2月27日、JUMP）
- あざと可愛い小悪魔痴女（3月16日、MAXING）
- ちんちん洗い ～洗体後のフェラが気持ち良すぎて女体にザーメンぶっかけ～（3月25日、SEX Agent/妄想族）
- あそこにグッとくる丸出しストリップ・ダンス・ショー（3月25日、1113工房/妄想族）
- 愛する夫の為に、私は彼の上司と寝ます。（4月1日、プラネットプラス）
- 新放課後美少女回春リフレクソロジーSpecial 広瀬なるみ Vol.001（4月9日、宇宙企画）
- シロウト女子個人撮影ハメ撮り日記 長身モデル体型フェラ自慢 なるみちゃん Cかっぷ（4月24日、SHARK）
- 巨漢に種付けプレスされた姪っ子（4月25日、GENEKI）
- いったい誰がやったんだ!? 美少女なるみ、喉の奥まで開発済（7月1日、S-Cute）
- M男主観ハメられ撮り! W小悪魔美少女が男潮吹くまで怒涛のイジリっぱ!! あおいれな 広瀬なるみ（7月13日、Fitch）
- 【完全主観】即尺即ハメOK美少女メイドと排卵日子作りエッチしよっ Vol.001（7月13日、BAZOOKA）
- あそこがウズウズする丸出しストリップ・ダンス・ショー（8月25日、1113工房）
- 「オチンチン大きくなっちゃったから一緒にオナニーしよっか!?」  広告を見て小遣い欲しさでやって来た女の子に行っていた暴走行為 28名収録（9月25日、JUMP）
- 濡れてテカってピッタリ密着 神競泳水着（10月7日、親父の個撮）
- ニーハイ女子のチ○ポ踏みつけ足こき 2（11月16日、アロマ企画）
- センズリ用 シコシコしながらじっくり見れるTバックパンチラと生アナル（11月23日、アロマ企画）
- 拾った猫が擬人化したら発情期だった（12月28日、GENEKI）

ミニスカとニーハイとチラリズム 究極の絶対領域パンチラコレクション2（4月12日、アロマ企画）
- メモリアルセレクション 新スーパースター降臨 広瀬なるみ8時間BEST DVD2枚組厳選11タイトル（7月12日、宇宙企画）
- 挑発的小悪魔ブルマ娘 なるみ（9月8日、フェチ眼）
- 顔出し解禁!!  マジックミラー便 一流企業で働くパンツスーツのピタパン尻OL編 vol.05 8人全員SEXスペシャル!! タイトなパンツスーツに包まれたパッツパツのむっちり尻を揉みしだかれ恥じらいながらも濡れてしまったエリートおま○こにデカチン挿入!!（10月18日、DEEP'S）
- 出会いアプリで知り合った元ギャルと飲みに行ったら昼間っから速攻ホテルw 即チンパクする彼氏持ちチャラEカップとナマ挿入中出しセックス（10月20日、Materiall）

- ねんいち 盗撮バレ・完全アウトからの神展開 睨まれ蔑まれオワコンからの天使様! ～日替わりP・ダブルF・4Pへと覚醒～（2月2日、素人39）
- 媚薬入り睡眠薬で昏睡状態の美○女たちに夜這い中出し!! vol.7（2月23日、親父の個撮）
- ここだけの話、脚や腿に特化した作品内のパンチラって結構ヌケると思う VOL.2（2月28日、アロマ企画）
- ヌキ無しお触り厳禁のメンズエステ店で働く予約3ヶ月待ちの神エステティシャンの生挿入中出し裏オプションを完全盗撮（4月20日、アイエナジー）
- 美脚痴女 ニーハイブーツとパンスト 広瀬なるみ（7月6日、Mr.michiru）
- 光沢系。 広瀬なるみ（7月20日、RADIX）
- アナルのシワの数までハッキリわかる! ノーモザイク連続絶頂アナル見せオナニー 17（8月24日、アイエナジー）
- 超かわいい素人女子大生がチャレンジ! 童貞君の精子を15ml射精できれば100万円! 照れながらも童貞チ○ポをヌキヌキしているうちに赤面発情! まさかの生ハメ筆おろし!（9月7日、アイエナジー）
- きれいでセクシーなお姉さん2人 レズキス涎まみれのWレズ解禁 エロ過ぎて昇天確定スペシャル! しかもガチ親友 天川そら 広瀬なるみ（9月12日、ビビアン）

### VR
- 就職で上京するため物件を探しに来た従姉が僕の家に泊まりに来た（9月16日、unfinished）
- 「私…お兄ちゃんのこと…本当に好きになっちゃったみたい…」 超恥ずかしがり屋の義理の妹はエッチになると… 実は超敏感全身性感帯女子!（11月4日、ジャックポットシステム）※「めい」名義
- 文化祭のお化け屋敷でドスケベお化けに抜かれまくりVR（11月25日、Hunter）

- コスプレ広瀬なるみのなんでもお悩み相談室 今日のなるみは欲求不満! 早漏くんを顔ガン見手コキでイカせて任務完了その後は…早漏チ○ポを挿入して いっぱい気持ち良くなっちゃうぞの巻（1月20日、CRYSTAL VR）
- ノーブラじょしこーせー ～スク水とブルマ尻で萌え狂う～（2月19日、CASANOVA）
- お兄ちゃんえっちしよ? ～全身敏感ド変態な妹との合法近親相姦～（3月12日、CASANOVA）

- 女性の身体のパーツを目の前でガン見する vol.3（3月24日、1113工房VR）

### アダルト配信
- 【ハメ潮鬼連×中出し×3回戦】私、濡れすぎｯ!?触れてないのに愛液がシトドに溢れるドスケベボディ!吸い付くように舐めます変態行為が止まらない!愛液たぷたぷマ○コにがっつり中出し!裸で絡み合う2回戦→エロエロ水着が乱れまくる鬼ピスSEX3回戦!!自らパンツをずらし中出し懇願！Queen of Dosukebe!!【なまハメT☆kTok_Report.2】（10月3日、プレステージプレミアム）※「なるみ」名義
- なるみ（10月7日、しろうとがーる）
- 教育的SEX指導!!エロ過ぎ快楽体質の美人OLがヘタレ男に“女の悦ばせ方”を教える教育的性交開始!!美女の性感スポット全攻略でガチイキ痙攣昇天連続のおかわり生性交!!でもこれってチ○コ使った美女のオナニーSEXでは!?/AV男優の電話帳/No.51（10月13日、プレステージプレミアム）※「なるみ」名義
- なるみ (orec615)（10月15日、俺の素人-Z-）
- 【パパ活上位互換おち●ぽビジネス】【愛嬌マックステクニシャン美少女】【連続絶頂!!】【車内じゅぽフェラ】パパ活で荒稼ぎするも貯金はゼロ!彼氏(ホスト)の夢のため全てを捧げる熱烈純愛!彼氏(ホスト)ために身体を売り続ける激エロ女子大生!!!ボンビーガール07（10月17日、プレステージプレミアム）※「なるみ」名義
- 正統派美少女レイヤー理性爆破!!桃尻から溢れる果汁は甘露かな!!ガチの美少女が墜ちると柱こすり付けオナニーでオジサン誘惑!!雌の淫臭ムンムン露天プールで一発!!おかわり要求のベッド激ピス騎乗位でエロ祭りは続くぜ!! /ラブホドキュメンタリー休憩2時間/86（10月18日、プレステージプレミアム）※「な〜りん」名義
- ○リかわ清楚系ヘンタイ・広瀬なるみ、童貞喰い!!!幼いルックスとアグレッシブにも程があるエロさのギャップに昇天絶頂!「もっと!もっとしてぇ!」少女のままの声で喘ぎ、ち○ぽを欲する禁断のエロス!観たかった・ヤリたかったセックスがココにある!100%抜ける上にガチンコドキュメント作品としても完成された筆下ろし作品がココに爆誕!早送りボタンなんていらないぜ!マストバイ!（11月26日、GOOD-BYE-CHERRYBOY）
- コスプレ×ヒロセナルミ（12月9日、クリスタル映像）
- ゆあ（12月17日、E★ナンパDX）

- 【配信専用】#きゅんです 006/なるみ/20歳/アパレル店員（1月7日、DOC）※「なるみ」名義
- ロリ体型のツインテJ○と夜デート→ホテルでパコパコSEX! 発育途上のちっぱいを気にするいじらしさにきゅんです♪ ダメダメ言いながら潮漏れしちゃう快楽に従順なミニマ○コに、おじさん精子中出し2連発!【なるみちゃん(彼女)とおじさん(彼氏)の特別な一日】（1月17日、しろうとまんまん）
- HIROSE (oretd838)（1月22日、俺の素人）
- ミラー号終わりの素人女性を再ナンパ。おかわりSEXの盗撮映像を勝手に発売。 なるみ(23)（1月27日、SODクリエイト）※「なるみ」名義
- NARUMI (oretd843)（2月18日、俺の素人）
- 成美（3月17日、HAPPY FISH）
- Narumi 2 (oretd856)（3月25日、俺の素人）
- なるみ（3月29日、Girl’s Blue）
- なるみ（4月15日、アイドリ）
- 広瀬さん (oretd862)（4月26日、俺の素人）
- なるみさん (oretd0874)（5月21日、俺の素人）
- なるみ (scute1120)（6月4日、S-Cute）
- なるみ (tokyo529)（6月23日、Tokyo247）
- なるみ 2 (with104)（6月26日、S-Cute）
- ラグジュTV 1447 吉永絢子 28歳 OL  大人カワイイ清楚系OLがプロの男優とのセックスに魅了され登場! 非日常の空気に興奮を抑えれず、男に愛撫されるだけでビクンッと敏感に反応してしまう! いつしか愛でるように男根をしゃぶれば小悪魔のような表情に…。卑猥な恰好でその巨根を迎え入れれば悩ましい声でイキまくる!（8月23日、ラグジュTV）
- マカロン（11月25日、しろうとヤッホー）
- なるみ（12月18日、やり狂う! スケベなセフレ達）

- なるみ（3月25日、＃素人裏アカウント ちょっぴり激しいの好き）
- 【即イキ潮吹き娘】【あざと可愛い年上キラー】【連続痙攣人間電マ】 激カワ娘の本気セックス! 出没! ナン街ック天国 #008 顔面アイドル級! 中華屋バイト / りかちゃん(22)＠六本木（4月13日、はめちゃん。）
- 【ハメ撮り】あざと可愛い感じの小悪魔系女子_剛毛マ○コに無許可中出し孕ませSEX（5月13日、インディ）
- 全員好きになる… アイドルを超える爆カワ保育士【ロリみベビーフェイスの完璧エロボディ】×【瞳孔全開の痙攣ガチイキ】経験人数1000人オーバーのしりがる保育士は違う。居酒屋で脚を絡ませ手をつなぎ目で誘惑してくる、もはや前戯。難なくホテルインして焦らしてたら勝手にトイレでオナニー開始してたww拗ねた顔がえぐカワすぎるのでお詫びに激FUCKスタートッ! 早々乳首でイっちゃう超敏感ボディ! チ●ポ入れただけでビクビク痙攣! 潮も出る出る! 激ピスバックでマジイキ! どんどん出てくる感度抜群エロすぎスペック! そのまま腹射 & 欲しがりま●こにたっぷり中出し!! おち●ぽサウザンドまだまだこんなもんじゃないッ朝になってもハメまくる!!：朝までハシゴ酒101 in 新宿駅周辺 なる 25歳 しりがる保育士（8月26日、プレステージプレミアム）
- 【可憐なるドエロ高身長美少女の魅せつけ大乱交でガチ昇天SP!!】【めちゃシコ美脚を絡ませクンニ固めデフォの性欲ガチ勢2回戦の収録!!】【夏の風物詩!! ビッチーズと屋外大乱交6P / 2人目】どこよりも熱い!! 暑い!! アツい夏の大乱交SP!! 最高のヤリマン美女3名が降臨!! 開始早々みんなガッツき屋外濃厚ペッティングの乱!! 高身長神ルックスの美脚美少女の底知れぬ性欲が太陽の下で完全披露!! でらエロい肢体で男に迫るマジビッチ!! 外でもおかまいなしで激乱れ6P大乱交からの2回戦は室内でタイマン生チンSEXも収録!! なるみ / 21歳 / 長身ビッチ美少女の大乱れ青姦6P!! 圧倒的セクシャルホスピタリティ発揮の連続搾精2NN!!（8月26日、プレステージプレミアム）
- 【メンエス盗撮 / るきあさん / 21歳/Dカップ】 密着オイルマッサージで理性崩壊! 雰囲気に呑まれてなし崩し的に生挿入! 彼氏がいるのに中に出されちゃったアイドル級メンエス嬢（10月19日、まんまんランド）
- 【アッパー系! 港区ビッチ】 余分な前説、ヌルい前戯、一切無し!! イキなりフルスロットルで、美人過ぎるIT広告営業ウーマンをイカせまくるッ!!! ルックスアイドル級にして、舐めたがりのキス魔、しかも全身性感帯!! 「乳首でイく」と豪語する最新港区女子の性態は如何に!!!??? 【1000本のチ●ポを喰った美女】 遠藤さん 26歳 IT広告営業（11月19日、DIEGO）
- なるみ（12月23日、ホームメイド）

- かな & なるみ（2月1日、素人ペイペイ）
- なるちゃん (tkmj018)（2月27日、東京恋マチ女子）
- 【パンク】【ゴシック】コンカフェで働く「なるにゃん」は大きな野望を持っています!? 『エッチで超有名人になる!!』 コンカフェの枠を超えて、世の中すべての男性の注目を集めるためにエッチな撮影に挑む!! ここで意気込みを一言。『感じているだけじゃなく、責めている私を見てねw』【小悪魔コス】【激美ボディ】小悪魔ゴシック美少女は異常に敏感なボディ! 「イクっ! またイクっ!」スパンスパンと強烈ピストンので絶頂繰り返し、今まで味わったことのない快感に体をガクガクさせて、顎を上げて感じまくりw ハードピストンで何度も全身を震わせながらイキまくりSEXを見逃すな!! なるにゃん 21歳 コンカフェ店員（4月11日、ARA）
- 営業部No.1人気の最強モテ女子のサボり旅! 優しくて押しに弱く、かわいいと口説きまくりSEX成功★奥まで届く男優の巨チンで挿入後0.5秒で即痙攣イキ!! 色んなところに射精しまくる圧倒的ボリューム&シコリティ保証! 【童顔 × Fカップ巨乳×高身長美脚】：今日、会社サボりませんか? 68 in渋谷 なるみちゃん 24歳 メーカー営業（4月15日、プレステージプレミアム）
- なるみん（8月16日、ぎがdeれいん）

### イメージDVD
◎はBlu-ray版発売作品。
- 花びらのように（2020年6月23日、Superlative）◎
- Only Girl 広瀬なるみ（2022年9月2日、ファインピクチャーズ）

## 書籍・出版物

### 写真集
- 広瀬なるみ写真集 Happiness（2020年6月24日、ジーウォーク、撮影:14y.ムラミツ） ISBN 978-4-86717-047-2

### デジタル写真集
- FLOWER 広瀬なるみ Vol.01（2020年7月22日、ジーウォーク、撮影：14y.ムラミツ）
- FLOWER 広瀬なるみ vol.02（2021年1月20日、ジーウォーク、撮影：14y.ムラミツ）
- FLOWER 広瀬なるみ vol.03（2021年8月6日、ジーウォーク、撮影：14y.ムラミツ）
- FLOWER 広瀬なるみ vol.04（2021年8月6日、ジーウォーク、撮影：14y.ムラミツ）
- FLOWER 広瀬なるみ vol.05（2021年8月6日、ジーウォーク、撮影：14y.ムラミツ）
- FLOWER 広瀬なるみ vol.06（2021年8月6日、ジーウォーク、撮影：14y.ムラミツ）
- FLOWER 広瀬なるみ vol.07（2021年8月6日、ジーウォーク、撮影：14y.ムラミツ）
- FLOWER 広瀬なるみ vol.08（2021年8月6日、ジーウォーク、撮影：14y.ムラミツ）